# Anna und die Liebe
Anna und die Liebe (Akronym: „AudL“) ist eine deutsche Telenovela. Sie wurde vom 19. Mai 2008 bis zum 2. März 2012 in den Park Studios Potsdam-Babelsberg produziert und vom 25. August 2008 bis zum 13. April 2012 wochentags im Vorabendprogramm von Sat.1 und ORF eins gesendet.
Seit Mai 2012 strahlt der digitale Bezahlfernsehsender Sat.1 emotions die gesamten Folgen von Anna und die Liebe in regelmäßigen Abständen wieder aus.

## Handlung

### Zusammenfassung
Staffel 1 erzählte die Geschichte der jungen Berlinerin Anna Polauke, die es zunächst nicht schafft, ihre extreme Schüchternheit in Situationen oder Menschen gegenüber zu überwinden, die für sie wichtig sind. Ihr Traum ist eine Karriere als Texterin bei der Werbeagentur „Broda & Broda“ am Kurfürstendamm. Anna verliebt sich in den Juniorchef Jonas Broda, der jedoch ihre Schwester Katja heiratet. Schließlich hat Anna den erträumten Erfolg in der Werbeagentur, beide werden ein Paar, heiraten und gehen in die USA.
Staffel 2 erzählte die Geschichte von Mia Maschke, der Cousine von Anna Broda, die nach Berlin gekommen ist, um ihren Bruder aus dem Gefängnis zu holen. Sie verliebt sich in Alex Zeiss, den Halbbruder von Jonas. Da Mia nicht lesen und schreiben kann, ist sie zunächst zurückhaltend. Mia steht mit ihren Gefühlen zwischen Alex und dem Agenturmitarbeiter Enrique Vegaz. Schließlich entscheidet sie sich für Alex, heiratet ihn und zieht mit ihm nach Rostock.
In Staffel 3 kommen Anna und Jonas aus Amerika zurück, um ihr Modelabel „Zauberhaft“, das sie in Amerika aufgebaut haben, zu erweitern. Als Jonas ermordet wird, beginnt für Anna eine schwere Zeit. In dieser Zeit lernt sie Tom Lanford, den Juniorchef der Modefirma „Lanford Luxury“ kennen. Anna steht zwischen Tom und Enrique, entscheidet sich für Tom und heiratet ihn schließlich.
Staffel 4 erzählte die Geschichte von Nina Hinze, einer ehemaligen Gefängnisinsassin. Sie trifft auf Luca Benzoni, den neuen Geschäftsführer von „Lanford Luxury“, und verliebt sich in ihn. Während Luca sich als jemand anderer ausgibt und seine Verlobte verheimlicht, verschweigt Nina, dass sie im Gefängnis war. Schließlich wird Ninas Unschuld bewiesen. Am Ende heiraten Nina und Luca. Daneben findet Enrique die Liebe in seiner Kollegin Paloma, die er ebenfalls in der letzten Folge heiratet.

### Staffelübersicht

#### 1. Staffel (Anna & Jonas; Folge 1–311)
Eigentlich würde Anna Polauke gerne in der Werbeagentur „Broda & Broda“ arbeiten, doch wegen ihrer Schüchternheit ist das nicht möglich. Deshalb hilft sie im Restaurant ihrer Mutter Susanne aus. Dort trifft sie Jonas Broda und verliebt sich auf den ersten Blick in ihn. Annas Halbschwester Katja ist ein Gelegenheitsmodel und interessiert sich auch für Jonas. Katja bewirbt sich erfolgreich mit Annas Bewerbungskonzept und beginnt bald eine Beziehung mit Jonas. Da sie selbst keine guten Ideen hat, besorgt sie Anna eine Anstellung in der Agentur. Nur Gerrit Broda und der Auftragsfotograf Jannick erkennen, dass Anna kreativ ist, aber wegen ihrer Schüchternheit ihre Ideen nicht verkaufen kann. Gerrit ist schließlich als Einziger in der Agentur bereit, mit Anna zusammenzuarbeiten, versucht aber plump, sich ihr anzunähern, und gibt ihre Ideen als seine aus. Anna findet heraus, dass ihr verständnisvoller und hilfreicher Chatpartner im Internetportal für Werbefachleute Jonas ist. Anna traut sich nicht, Jonas ihre Identität aufzuzeigen, und bricht schließlich den Internetkontakt ab. Jonas findet heraus, dass Anna Katja mit Ideen versorgt hat. Mangels gemeinsamer Interessen beginnt die Beziehung zwischen Katja und Jonas zu kriseln.
Jannick gesteht Anna seine Liebe. Sie beginnt mit ihm eine Beziehung, obwohl er für sie nur zweite Wahl ist. Natascha und Gerrit versuchen die Agentur zu ruinieren, um sie anschließend billig mit veruntreuten Agenturmitteln aufkaufen zu können. Anna kann zwar nicht die Intrige aufdecken, jedoch kann sie den Konkurs verhindern. Jonas verwechselt während der Weihnachtsfeier die kostümierte Anna mit Katja und küsst sie unter dem Mistelzweig. Er fordert von Anna, ihre Schüchternheit zu bekämpfen, damit sie Kunden ihre Ideen besser präsentieren kann. Als Jonas und Katja heiraten wollen, nimmt auch Anna Jannicks Heiratsantrag an. Beide Paare wollen gleichzeitig auf einer Hallig heiraten. Als Jannick und Katja dort erkranken, wollen Anna und Jonas einen Arzt holen. Auf dem Weg kommt es zu einem Kuss. Der Arzt, welcher gleichzeitig Standesbeamter ist, hält sie für ein Brautpaar und erklärt sie für verheiratet. Als Jannick und Katja von dem Kuss erfahren, beenden sie ihre Beziehungen. Die Hochzeit von Jonas und Anna wird annulliert. Katja kehrt wenig später zu Jonas und in die Agentur als Model zurück.
Anna beginnt, Aufputschtabletten einzunehmen, und kann so ihre Ideen vor Kunden verkaufen und die Dreharbeiten leiten. Gerrit inszeniert den Diebstahl von Filmrollen, für die Anna die Verantwortung übernommen hatte. Anna kann den Dieb aufspüren, muss jedoch ihren Stiefvater Armin um 5000 € bestehlen, um die Filmrollen zurückzuerhalten. Die zurückgebrachten Filmrollen sind belichtet und Anna wird als Saboteurin entlassen. Ihr Stiefvater verweist sie wegen des Diebstahles vorübergehend des Hauses.
Robert Broda muss die Agentur an ein anonymes Konsortium, hinter dem seine Ex-Ehefrau Natascha und sein Sohn Gerrit stehen, verkaufen. Robert und Jonas arbeiten heimlich an einem Werbefilm für einen Wettbewerb, den sie nur in Zusammenarbeit mit der Agentur fertigstellen können. Deswegen vereinbaren sie eine vorübergehende Zusammenarbeit mit der übrigen Familie. Anna bewirbt sich bei Gerrit, der sie zur Chefin der Kampagne befördert und ihr Tabletten beschafft. Gerrit findet alles heraus und besticht einen Juror. Dem Spot wird der Filmpreis zugesprochen und als Urheber werden Natascha und Gerrit geehrt. Robert beginnt Natascha während der Siegesfeier vor dem Restaurant zu würgen. Gerrit erschlägt ihn mit der Trophäe und inszeniert gemeinsam mit Natascha einen tödlichen Autounfall. Weil Katja durch Zufall am Ort des Geschehens war und alles aufgezeichnet hat, erpresst sie die beiden. Sie verlangt, Jonas zum Geschäftsführer zu machen.
Jonas hilft Anna bei der Überwindung ihrer Tablettensucht und übt mit ihr das Bewältigen schwieriger sozialer Situationen. Anna begleitet ihn bei seiner Trauer um seinen Vater. Durch Drohung und viel Geld erreicht Gerrit, dass Katja in die Vereinigten Staaten auswandert. Jonas und Katja heiraten in Las Vegas und kehren zurück. Jonas bekommt eine von Anna aufgenommene Liebeserklärung zu sehen. Anna streitet jedoch ihre Ernsthaftigkeit ab und begräbt ihre Hoffnungen.
Ein Pharmakonzern will ein Nahrungsergänzungsmittel für schwangere Frauen auf den Markt bringen und beauftragt die Agentur mit PR-Maßnahmen. Anna und Jonas sabotieren die von Katja organisierte Wohltätigkeitsveranstaltung zur Markteinführung des Präparats, da sie berechtigte Zweifel an der Sicherheit des Medikaments hegen. Dabei wird Jonas im Tumult vor ein Auto gestoßen und lebensgefährlich verletzt. Er macht sich im Krankenhaus Gedanken, ob er mit Katja die falsche Frau geheiratet hat. Währenddessen kündigt Anna fristlos und arbeitet wieder im Restaurant ihrer Mutter. Der Auftraggeber verlangt von der Agentur Schadensersatz, weswegen diese einen Kredit beantragen muss. Die Bank lässt die Kreditwürdigkeit der Agentur überprüfen. Die Unternehmensberaterin erreicht, dass Anna für einen Auftrag in die Agentur zurückkehrt und Jonas zum Geschäftsführer ernannt wird. Als Jonas erfährt, dass Gerrit sich bei einem Kredithai Geschäfte gemacht hat, kündigt er ihm fristlos.
Auf Wunsch ihrer Schwester, ihre Ehe zu respektieren, kündigt Anna Jonas die sehr eng gewordene Freundschaft. Katja täuscht Jonas eine Schwangerschaft vor, um ihn zu bewegen, bei ihr zu bleiben und bereitet eine kirchliche Hochzeit vor. Als sich Anna und Jonas am Vorabend wieder begegnen, fühlen sie sich unwiderstehlich zueinander hingezogen und verbringen die Nacht miteinander. Jonas sagt die Hochzeit ab und will mit Anna eine Beziehung beginnen. Sie lehnt aus Rücksicht auf die „schwangere“ Katja ab. Sie bekommt heraus, dass Jonas und Anna miteinander geschlafen haben. Aus Wut schläft sie mit Gerrit und wird von ihm schwanger. Jonas will die Verantwortung für „sein“ Kind übernehmen und bleibt mit Katja liiert.
Jonas findet in dem Fotografen Alex Zeiss, dem unehelichen Sohn seines Vaters, einen neuen Verbündeten innerhalb des Unternehmens. Anna nimmt einen neuen Job in Hamburg an, wo sie auf Alex trifft, der sich von ihrem Arbeitgeber wegen einer Projektumsetzung beraten lässt. Sie erfährt, dass Alex einen Freund bei einem Sportunfall getötet hat, und versucht, ihm seine Selbstvorwürfe auszureden. Gerrit und Katja vertreiben Alex, indem sie ihn immer wieder an den Unfall erinnern und Gerrit ihn einer Körperverletzung beschuldigt. Jonas, der wegen seiner Nähe zu Anna auf Alex eifersüchtig ist, glaubt Gerrit und gerät mit Alex in Streit.
Gerrit stiehlt Annas Idee und verkauft sie für „Broda & Broda“ an den Kunden. Anna wird daher fristlos entlassen. Jonas glaubt zunächst nicht den Beschuldigungen von Anna gegen Gerrit. Als diese aber den Ideendiebstahl beweisen kann, bieten ihr Jonas und Natascha einen Arbeitsplatz und Geld als Entschädigung an. Doch Anna lehnt ihre Angebote ab und teilt dem Kunden mit, dass „Broda & Broda“ ihre Idee gestohlen hat. Daraufhin entzieht der Kunde der Agentur den überlebenswichtigen Auftrag und bietet Anna die selbständige Umsetzung des Werbespots an. Gemeinsam mit Alex gründet sie ein erfolgreiches Kleinunternehmen und sie werden ein Paar. Trotzdem beendet Jonas die Beziehung mit Katja wegen seiner Gefühle für Anna. Anna und Alex vereinbaren mit „Broda & Broda“ Zusammenarbeit, da ein Folgeauftrag zu groß für sie allein ist. Katja weist Gerrits Liebe zurück und verliert kurz darauf ihr ungeborenes Kind. Sie kann Anna einreden, sie gestoßen und dadurch seinen Tod verursacht zu haben. Katja benutzt die gemeinsame Trauer, um sich Jonas wieder anzunähern. Katjas Arzt gibt Anna einen entscheidenden Hinweis, so dass sie diesmal Katjas Lügen entlarven kann.
Gerrit verkauft seine Geschäftsanteile an die Konkurrenten Annett und Richard Darcy, welche ihn als zweiten Geschäftsführer einsetzen. Anna, Alex und Jonas entdecken die Wahrheit über Roberts Tod. Katja verhindert Nataschas Selbstanzeige, indem sie droht, Natascha anstatt Gerrit der Tat zu bezichtigen. Nach einem Suizidversuch verschlechtert sich Nataschas Gesundheitszustand drastisch. Gerrit versucht Natascha zu ermorden, um ihre Aussage zu verhindern, doch seine Tat misslingt und sie erholt sich. Gerrit flieht mit Katja, welche der Erpressung überführt werden konnte, vor der Polizei. Als sie aber begreift, dass sie vor ihrem alten Leben nicht davonlaufen kann, stellt sie sich.
Währenddessen taucht Annas Vater Ingo unerwartet auf. Anna ist schockiert, als sie von ihrem Vater erfährt, dass Armin in Wahrheit hinter den Drogengeschäften steckt, die ihm vor Jahren angehängt wurden. Gemeinsam mit Alex und ihrem Vater stellt Anna Armin eine Falle. Dieser will Drogen im Restaurant lagern, um Geld für Katjas Kaution zu erhalten. Der Familie zuliebe liefert Anna Armin jedoch nicht aus, sondern bringt ihn dazu, ein Geständnis abzulegen und verwendet das erste Geld, das ihre neu gegründete Agentur einbringt, für die Kaution. Katja beginnt bei ihrer Mutter im Restaurant zu arbeiten, um sich so ein neues Leben aufzubauen. Gerrit taucht unerwartet auf und erpresst Katja, damit sie den Schlüssel für den Firmensafe von „Broda & Broda“ für ihn besorgt. In ihrer Not gibt sie ihm einen anderen Schlüssel. Als Gerrit Katja bei der Übergabe erstechen will, kommt es zum Kampf. Mit dem Messer im Bauch stürzt Gerrit in eine alte Fabrikgrube. Die Polizei glaubt, dass Gerrit von der Mafia umgebracht wurde und erklärt ihn für tot. Doch dann taucht Gerrit bei seiner eigenen Trauerfeier auf.
Alex und Anna wollen heiraten. Jonas beschließt, sich vorerst aus der Agentur zurückzuziehen und Anna zu vergessen. Anna sagt schließlich die Hochzeit wegen ihrer Gefühle für Jonas ab. Dieser will in die USA zurückgehen. Am Flughafen entschließt er sich jedoch, noch in Berlin zu bleiben und Anna und sich eine letzte Chance zu geben. Als Anna erkennt, wie sehr sie Alex verletzt hat und dass es für sie und ihn keine gemeinsame Zukunft mehr gibt, will sie Jonas nachreisen. Die beiden treffen sich am Flughafen und sehen ein, dass sie noch immer ineinander verliebt sind. Kurz darauf heiraten Anna und Jonas.
Annas Cousin Jojo, der im Gefängnis sitzt, bekommt Besuch von seiner Schwester Mia. Zufällig trifft diese auf Alex und verliebt sich gleich in ihn. Alex wird neuer Geschäftsführer von „Broda & Broda“ und tröstet sich mit Annett.

#### 2. Staffel (Mia & Alex; Folge 312–564)
Mia Maschke kann weder lesen noch schreiben. Sie kommt nach Berlin, um die Kosten für den Anwalt ihres Bruders, der unschuldig im Gefängnis sitzt, aufzubringen. Dafür muss sie Alex Zeiss, in den sie sich verliebt hat, bespitzeln.
Auf dem Weg in die Flitterwochen werden Anna und Jonas von Gerrit entführt. Mia und Alex machen sich auf die Suche kommen einander dabei näher. Schließlich können Anna und Jonas befreit werden. Gerrit, der hohes Fieber hat, stirbt und Anna fällt für einige Zeit ins Koma. Mia denkt, dass er nicht der richtige Mann für sie ist, nachdem Alex eine blöde Bemerkung über Analphabeten gemacht hat.
Katja bekommt ein Rollenangebot für einen Hollywoodfilm, das sie mit Freude annimmt. Bei einem Streit lösen Armin und Ingo einen Brand in der Goldelse aus. Mia rettet Alex in letzter Sekunde. Annett gelingt es jedoch, vorzugeben, dass sie die Heldin sei und ihn aus den Flammen befreit hätte. Armin kassiert mit einem Trick die Versicherung für die abgebrannte „Goldelse“ und flüchtet aus Berlin.
Katja wird bei dem Brand verletzt und muss operiert werden. Nach der OP ist zunächst unklar, ob sie wieder laufen können wird. Sie nutzt diese Gelegenheit, um sich als das leidende Opfer zu präsentieren. Doch bald steht ihre Genesung fest. Sie versucht, dies zu verbergen, doch als ihre Familie hinter ihr Geheimnis kommt, geht Katja aus Berlin weg zu ihrem Vater. Anna und Jonas verlassen Berlin in Richtung Los Angeles.
Durch ein Missverständnis glaubt die ganze Agentur, dass Mia mit Lars zusammen ist. Aus der anfänglichen Scharade entwickelt sich eine Beziehung.
Jojo sitzt unschuldig im Gefängnis, weil Annett Darcy versucht hatte, einen Mann zu ertränken und er ihn gerettet hat. Sein Anwalt David, Annetts Bruder, verfälscht Beweise und tötet letztendlich das Opfer. Währenddessen bricht Jojo aus dem Gefängnis aus. Mia kommt David auf die Spur. Dieser schafft es aber immer wieder, seinen Kopf aus der Schlinge zu ziehen.
Mia outet sich versehentlich im Radio als Analphabetin und macht sich so zum Gespött der Agentur. Alex wird unschuldig verdächtigt, geheime Fotos eines Agenturauftrages an die Öffentlichkeit verkauft zu haben. Annett bietet Mia 20.000 Euro, wenn sie vorgibt, sie habe die Fotos verkauft, und für immer die Agentur verlässt. Mia entscheidet sich aber dafür, alle Machenschaften Davids aufzudecken. Annett und David versuchen mehrfach, Mia umzubringen.
Richard erkrankt schwer und benötigt eine Nierenspende. Annett spendet, worauf sich ihr Gesundheitszustand drastisch verschlechtert. Nach einer Nacht mit David ist Natascha schwanger. David hat alles gefilmt und erpresst Natascha. Wenn sie ihm ihre Agenturanteile nicht überschreibt, erzählt er Richard von ihrem Seitensprung. Alex hat beschlossen, sich von Annett zu trennen, doch wegen ihres schlechten Gesundheitszustandes sieht er davon ab.
Mia hatte als Kind nach einem Autounfall im Krankenhaus einen Jungen namens Toni kennengelernt, zu dem der Kontakt jedoch aufgrund ihres Analphabetismus abgebrochen war. Sie ahnt nicht, dass Enrique Vegaz, der Vertreter des neuen Agenturkunden, in Wirklichkeit Toni ist. Als sie es erfährt, kommen sich die beiden näher und führen eine Beziehung.
Mia erreicht, dass Jojos Unschuld bewiesen wird, Annetts Schuld kann jedoch zunächst nicht bewiesen werden. Zur gleichen Zeit macht Enrique Mia überraschend einen Heiratsantrag. Mia bittet um Bedenkzeit, denn sie ist gerade dabei, Annett zu entlarven. Auf der Hochzeit mit Alex wird Annett schließlich von der Polizei abgeführt. Doch mit der Hilfe ihres Bruders David und ihres Vaters Richard, der die Kaution bezahlt, kommt Annett bald wieder aus der Untersuchungshaft frei.
Bei einem Streit mit seinem Vater Richard kann sich David nicht mehr beherrschen und schlägt ihn nieder. Die daraus entstandene Wunde an Richards Kopf verursacht ein Aneurysma, an dem er wenige Tage später stirbt. Vor seinem Tod sagt Richard David noch, dass er und Annett keine Geschwister seien, was ein kurz darauf von David aufgegebener DNA-Test beweist.
Die Agentur steckt in einer Krise: ein rettender Auftrag wird durch David und Annett verhindert. In ihrer Verzweiflung versucht Mia mithilfe einer kleinen Betrügerei einen neuen Investor zu gewinnen, was aber scheitert. Annett und David schaffen es, die Mehrheit der Agenturanteile für sich zu gewinnen und schmieden Hochzeitspläne. Annett will allerdings noch den Tod von Alex und versucht, ihn und Mia durch eine Bombe in einer gasgefüllten Lagerhalle umzubringen. Alex kann die Bombe noch rechtzeitig entschärfen, doch als David kurze Zeit später Annett auf dem Handy anruft, explodiert das Gas. Alex bringt erst Mia in Sicherheit und will danach noch Annett holen, doch das Feuer hat sich schon zu stark ausgebreitet. Weil Annett gestorben zu sein scheint, schwört David Rache.
Alex kann sich nach der Explosion vorübergehend an nichts mehr erinnern. Mit Hilfe von Mia gelingt es ihm, seine Erinnerungen Stück für Stück wiederzuerlangen. Enrique missfällt die Nähe zwischen Alex und seiner Verlobten, doch Mia steht von sich aus zu Enrique und weist Alex zurück, als er ihr wieder einmal seine Liebe gesteht. Glücklich beschließen Mia und Enrique nach Spanien zu fliegen und dort zu heiraten. Alex will Mia vor ihrer Abreise alles Gute wünschen, doch als er am Flugplatz ankommt, heben Mia und Enrique bereits ab. Mia sieht Alex, begreift, dass er der Richtige ist und springt mit einem Fallschirm aus dem Flugzeug.
Kurz darauf beschließen Mia und Alex zu heiraten. Annett, die die Explosion überlebt hat und sich nun, vollgepumpt mit Schmerzmitteln, bei David versteckt hält, erfährt von der geplanten Hochzeit und heckt einen bösen Plan aus. Mia und Alex bekommen eine Nacht im Luxushotel mit Whirlpool – scheinbar von ihren Freunden – geschenkt. In Wirklichkeit steckt aber Annett dahinter. Sie vergiftet den Champagner, den Mia und Alex trinken. Darauf bekommen die beiden, im Whirlpool sitzend, Lähmungserscheinungen. Kurz vor dem Ertrinken kann Enrique Mia und Alex retten. Dieser ist zurück nach Berlin gekommen, um Mia Glück für ihre Zukunft zu wünschen. Am nächsten Tag heiraten Mia und Alex.

#### 3. Staffel (Anna & Tom; Folge 565–798)
Nachdem Mia und Alex ein Paar sind und nach Rostock ziehen, beginnen Anna und Jonas mit der Entwicklung einer neuen Mode-Kollektion. Kurz vor der ersten Modenschau wird Jonas bei einem Handgemenge mit Kriminellen, die die Kollektion stehlen wollen, von einem Auto überfahren. Allerdings steigt sein Geist aus seinem Körper und lebt in einer Art Zwischenwelt weiter.
Anna ist vorerst nicht fähig, sich mit der Realität abzufinden. Durch die verlorene Kollektion hat sie eine halbe Million Euro Schulden, weswegen sogar die Pfändung der „Goldelse“ droht. Durch ihre Modeentwürfe aufmerksam geworden, besteht Bruno Lanford, Eigentümer des renommierten Modelabels „Lanford Luxury“, darauf, Anna als Designerin in seiner Firma einzustellen. Sein Sohn Tom Lanford erklärt sich dazu bereit, ihre Schulden zu übernehmen, wenn sie ein Jahr für „Lanford“ arbeitet. Schließlich unterschreibt Anna den Vertrag, leidet aber unter dem tyrannischen Verhalten ihrer Vorgesetzten Carla Rhonstedt. Diese sieht in Anna eine sowohl berufliche als auch private Konkurrentin und versucht fortan mit allen Mitteln, Anna aus der Firma zu bekommen.
Natascha verfällt nach Jonas’ Tod der Alkoholsucht und beschuldigt Anna, an Jonas’ Tod eine Mitschuld zu tragen. Sie verkauft schließlich die Agentur „Broda & Broda“ und beginnt mit Brunos Hilfe eine Entziehungskur, die sie erfolgreich beenden kann.
Jonas findet heraus, dass er für Anna eine neue Liebe finden und sie loslassen muss, da Anna sonst für ewig unglücklich sein würde und er für immer in der Zwischenwelt weiterleben müsste. Mit Hilfe eines Mediums kann er Kontakt zu Anna herstellen. Dabei handelt es sich um eine Bettlerin namens Paule, die in Wirklichkeit Tom Lanfords Schwester Isabella ist. Jonas will Anna zunächst mit Steve zusammenbringen, bis er erfährt, dass Steve den Raub ihrer Kollektion veranlasst hatte und am Steuer des Autos saß, das ihn getötet hat. Steve wird schließlich verhaftet, kann jedoch durch Davids Hilfe fliehen. Er stürzt eine Treppe hinunter und stirbt, da David und Carla ihn verbluten lassen. Anna kommt mit Tom Lanford zusammen und Jonas verwandelt sich in einen Stern.
Annas hochschwangere Halbschwester Katja kommt unerwartet nach Berlin zurück. Nach der Geburt ihres Sohnes Nikolas versucht sie, das Kind zu verkaufen. Schließlich macht Hubertus, der Vater ihres Kindes, ihr einen Heiratsantrag und nimmt Katja und Nikolas mit zu sich.
Lily bekommt plötzlich das Gefühl, mehr für Jasmin zu empfinden als Freundschaft. Das ganze endet in einer Dreierbeziehung zwischen Lily, Jasmin und Jojo. Schließlich zerfällt diese. Wenig später bekommt Lily ein Angebot, in Paris als Tänzerin Karriere zu machen. Sie bleibt in Paris und hinterlässt Jojo und Jasmin in Berlin.
Carla und David lassen Paule entführen. Bei der Suche wird auch Tom kurzzeitig gefangen genommen, schließlich werden aber beide befreit. David erschießt den Entführer, um keine weiteren Probleme mehr mit ihm zu haben. Wenig später tötet Carla David durch eine Autobombe, um die Firma übernehmen zu können.
Die Hochstaplerin Sandra Müller, die sich als Toms verstorbene Ehefrau Fanni Lanford ausgibt, versucht im Auftrag von Carla die Beziehung von Tom und Anna zu zerstören. Anna schöpft Verdacht und kann im Gefängnis Nina Hinze ausfindig machen, die den Betrug aufklärt. Danach taucht Sandra zunächst mit ihrem Ehemann Frank unter, kommt aber mit ihm zurück, um von Carla die Belohnung für den Betrug zu fordern.
Anna und Tom heiraten. Während der Hochzeitsfeier stehlen Sandra und Frank ein Gemälde, entführen Anna und Nina und werfen diese gefesselt ins Wasser. Tom und Luca können sie retten. Wenig später werden Sandra und Frank von der Polizei erschossen.

#### 4. Staffel (Nina & Luca; Folge 799–926)
Während der Hochzeit von Anna und Tom verlieren Paloma und Enrique durch zu viel Alkohol die Kontrolle über sich. Als sie in Toms Büro erwachen, können sie sich an zwei Tage ihres Lebens nicht mehr erinnern. Später erfahren sie, dass sie in Dänemark geheiratet haben. Beide sind hin- und hergerissen zwischen Streitereien und Liebesgeständnissen. Schließlich reichen sie die Scheidung ein.
Katja quartiert sich vorübergehend bei Tom und Anna ein, nachdem ein Erotikfilm, in dem sie mitgespielt hat, gegen ihren Willen in Deutschland verkauft wird. Katja kann sich mit Hilfe von Anna Hubertus gegenüber rechtfertigen und zieht wieder mit Nikolas zu Hubertus.
Nina ist schockiert, als sie erfährt, dass Luca bereits mit der Fotografin Olivia verlobt ist. Sie beschließt, den Kontakt zu ihm abzubrechen. Nina war wegen der Tötung von Carlas Bruder Andreas verurteilt worden, kann sich jedoch an die Mordnacht nicht erinnern. Als Bernd Lindenberg, der Vater von Carla, in Berlin auftaucht, zeigt sich Carla Nina gegenüber freundlich und hilft ihr, Bernd aus dem Weg zu gehen, da sie Angst hat, dass er Nina aus der Firma drängen werde, wenn er sie sehen sollte. Nachdem Nina sich als begabte Modezeichnerin herausstellt, lässt Carla Nina Entwürfe anfertigen, die sie als ihre eigenen ausgibt.
Olivia und Luca planen eine Hochzeit, erkennen aber in letzter Minute, dass es ein Fehler wäre, und brechen die Feier ab.
Carla vertauscht ihre Kollektion mit der von Anna, die auf einem Kreuzfahrtschiff gezeigt werden soll. Nina, die inzwischen eine Beziehung mit Jojo führt, bemerkt den Fehler und versucht, die Kollektionen noch rechtzeitig umzutauschen. Dabei gelangt sie durch ein Versehen gemeinsam mit Anna, Tom und Luca auf das Schiff, wo die Kollektion von Anna schließlich gezeigt wird. Nina und Luca kommen sich immer wieder näher. Anna und Tom erhalten ein Angebot, nach Barcelona zu gehen, das sie wenig später annehmen.
Währenddessen taucht auf einmal Maiks Vater Nick in Berlin auf. Doch Maik will mit ihm keinen Kontakt mehr, da sich sein Vater jahrelang nicht um ihn gekümmert hat. Es stellt sich heraus, dass Maik eine Erbschaft gemacht hat. Beide vertragen sich schließlich doch noch.
Bernd setzt gemeinsam mit dem intriganten Anwalt Kai, der Karriere bei „Lanford Luxury“ machen möchte, alles daran, Nina aus der Firma zu werfen. Kai verprügelt eine Bekannte und bezahlt sie dafür, bei der Polizei Nina dafür verantwortlich zu machen. Nina muss daher für einen Tag ins Gefängnis. Jedoch ändert Bernd Lindenberg seine Meinung über sie und verlangt von Kai, Nina aus dem Gefängnis zu holen. Dafür soll er Geschäftsführer von „Lanford Luxury“ werden.
Paule und Jasmin beschließen, Reste von alten Kollektionen wiederzuverwerten, anstatt sie zu entsorgen. Als „Remix“ stellen sie ihre Kollektion vor, doch Bruno ist darüber verärgert. Natascha versucht Bruno umzustimmen und wird deshalb von ihm gekündigt. Paloma soll daraufhin ihren Job übernehmen, was ihr jedoch schwerfällt. Während Enrique auf einer Geschäftsreise ist, gesteht Paloma ihm auf seiner Mailbox ihre Liebe. Enrique hat aber sein Handy in Berlin vergessen und so hört er sich die Nachricht erst an, als er wieder in Berlin ist. Schließlich gesteht auch er ihr seine Liebe. Um Spekulationen in ihrem Bekanntenkreis aus dem Weg zu gehen, halten sie die Beziehung vorerst geheim.
Bruno enthüllt während der Pressekonferenz, dass die neue Kollektion nicht von Carla, sondern von Nina entworfen wurde. Es entwickelt sich eine große Pressekampagne, die Ninas Vorstrafe skandalisiert. Viele potenzielle Käufer treten kurzfristig zurück und somit steht die Firma bald vor der Insolvenz. Carla hält sich einige Wochen lang in einem Kloster auf. Nach ihrer Rückkehr entschuldigt sie sich bei Nina dafür, dass sie sie nur ausgenutzt habe, um an ihre Ziele zu gelangen. Nina ist zunächst sprachlos, entscheidet sich aber dafür, Carla noch eine Chance zu geben.
Schließlich schafft es Kai, zweiter Geschäftsführer von „Lanford Luxury“ zu werden. Währenddessen hat sich Bruno auf seinen Landsitz zurückgezogen, da ihm die „Remix“-Kollektion von Paule nicht zusagt. Weder Carla noch Luca können ihn davon überzeugen, dass Paules Kollektion die einzige Rettung der finanziellen Lage der Firma ist.
Nina hält es nicht mehr aus, Jojo über ihre Gefühle zu Luca anzulügen, und trennt sich schweren Herzens von ihm. Da Carla sich in Luca verliebt hat, versucht sie Nina aus den Weg schaffen. Sie organisiert ein Treffen von Bernd Lindenberg und Nina bei „Lanford Luxury“. Als Nina Bernd sieht, versucht sie mit einem Motorrad zu fliehen, jedoch greift Bernd ihre Schulter und Nina stürzt.
Nina muss sofort ins Krankenhaus eingeliefert und operiert werden. Sie benötigt dringend eine neue Niere. Olivia hat die gleiche Blutgruppe wie Nina und will ihr eine Niere spenden. Da sie jedoch vor zehn Jahren eine Blinddarmoperation hatte, bei der sie fast verstorben wäre, entscheidet sie sich dagegen. Auch Carla lässt ihre Spendereigenschaften testen. Es stellt sich heraus, dass diese zu 99 Prozent mit denen von Nina übereinstimmen. Carla entschließt sich dazu, Nina eine Niere zu spenden, da ihr klar ist, dass Luca Ninas Tod niemals verkraften würde.
Carla hält Nina und Luca im Krankenhaus voneinander fern. Als Nina einen Liebesbrief von Luca bei Carla findet, ist sie außer sich vor Wut und stellt Carla zur Rede. Diese beichtet ihr, dass sie Luca liebt und dass beide einen One-Night-Stand hatten. Luca versucht, sich bei Nina zu erklären. Währenddessen findet Kai heraus, dass Carla und Nina Halbschwestern sind.
Bruno taucht plötzlich wieder bei „Lanford“ auf und kündigt Paloma fristlos, da er ein Interview in einer Zeitung gelesen hat, in dem schlecht über Bruno gesprochen wurde. Nach einem Gespräch zwischen Bernd und Bruno geben beide öffentlich bekannt, dass jeder von ihnen nun 50 Prozent der Firmenanteile besitzt. Bernd macht Luca das Angebot, ihm 50 Prozent der Firmenanteile von „Lanford Luxury“ zu übergeben, sofern Luca Carla heiratet. Dies kommt für Luca jedoch nicht in Frage. Er lehnt weiterhin jeden Kontakt zu Bernd ab.
Olivia verliebt sich in Jojo und beichtet dies Nina. Zur gleichen Zeit hat Jojo einen One-Night-Stand mit Minni. Bernd will, dass Nina wieder für „Lanford Luxury“ arbeitet, doch sie lehnt ab. Stattdessen macht ihr Carla das Angebot, bei einem Designer in München ihr Leben neu anzufangen. Doch Nina will Carla Luca nicht überlassen.
Nach einer Ansage von Virgin besinnt sich Bruno eines Besseren, versöhnt sich mit seiner Tochter und kleidet sich mit der „Remix“-Kollektion ein.
Kai hat mit Hilfe eines DNA-Testes herausgefunden, dass Carla die Tochter von Ninas Vater ist. Sie geht daraufhin sofort mit einer Statue auf ihn los und will ihn umbringen. Nina steht zufällig vor der Tür und erfährt so, dass Carla ihre Halbschwester ist. Und Nina kommen plötzlich, nachdem sie Carla mit einer Statue sah, ihre Erinnerungen zurück. Sie erinnert sich daran, wie Carla Andreas umbrachte, weil er das Geheimnis ebenfalls herausgefunden hatte.
Nina erzählt Luca sofort, dass sie unschuldig ist. Luca geht zu Bernd und überbringt ihm die Nachricht. Bernd ist fassungslos. Nachdem Carla erfahren hat, dass Bernd über ihre Tat informiert ist, besorgt sie sich eine Pistole. Kai verlangt von Carla, dass sie ihn heiraten muss. Sollte sie nicht ja sagen, droht Kai ihr damit, aller Welt ihr Geheimnis zu erzählen. Carla schießt daraufhin auf Kai. Dieser kann gerade noch rechtzeitig gerettet werden.
Paloma und Enrique geben sich nach langem Hin und Her endlich das Ja-Wort. Während alle gemütlich in der „Goldelse“ feiern, taucht Carla dort auf und richtet ihre Waffe auf Luca und Nina. Luca kann sie gerade noch davon abhalten, einen Mord zu begehen. Dann kommt die Polizei und verhaftet Carla wegen Mordes an ihrem Bruder Andreas und versuchten Mordes an Luca und Nina.
Luca gesteht Nina seine wahre Liebe und macht ihr einen Heiratsantrag, den Nina annimmt. Die Trauung wird spontan direkt in der Goldelse durchgeführt. Alle Hochzeitsgäste beschriften Karten mit guten Wünschen für die Brautpaare und lassen diese an herzförmigen Luftballons in den Himmel steigen. Nachdem alle Luftballons in den Himmel aufgestiegen sind, fährt Minni per Anhalter wieder zurück nach Österreich. Der Fahrer besitzt in seinem Auto einen Fernseher, bei dem kurze Ausschnitte aus dem ersten Vorspann von Anna und die Liebe zu sehen sind.
Zum Abschluss der Serie werden zukünftige Ereignisse zusammengefasst. Paloma und Enrique werden Eltern. Olivia und Maik kommen zusammen. Jojo kehrt zurück zu Lily und „Remix“ eröffnet einen eigenen Laden. Schließlich ist Nina als Geschäftsführerin von „Lanford Luxury“ zu sehen. In der letzten Szene stehen Nina und Luca vor dem Empfang bei „Lanford“ und küssen sich. Dann fährt die Kamera zurück und erlaubt einen Blick auf andere Kameras und die Studioeinrichtung. Dann gehen alle Schauspieler und Mitarbeiter zum Titelsong „Gib mir Sonne“ von Rosenstolz durch das Bild.

### Crossover
- Alexander Hold aus Richter Alexander Hold spielte in der Telenovela seine Figur in der gleichnamigen Gerichtsshow. Dort war er Richter in „Jojos“ Prozess.
- In der Jubiläumsfolge 500 wird „Annett“ von Alexandra Rietz in ihrer Rolle von K11 – Kommissare im Einsatz festgenommen.
- Von Folge 519 bis 533 wohnte „Theodor Freund“ im Aden, dem Hotel der zu dieser Zeit schon abgesetzten Seifenoper Eine wie keine. Außerdem wurde das Hotel in Folge 400 sowie 630 erwähnt.
- In der 5. Folge von „Anna und die Liebe – Spezial“ sah man ein Kraftwerk des fiktiven Stromversorgers „E-Kraft“ aus dem ebenfalls in Sat.1 ausgestrahlten Katastrophenfilm 380.000 Volt – Der große Stromausfall.
- Auch die Telenovela Hand aufs Herz spielte in der gleichen Serienwelt, da „Caroline Eichkamp“ dort in Folge 200 ein Kleid von „Lanford Luxury“ vorstellt.

## Vorspann
Seit der ersten Folge, die am 25. August 2008 ausgestrahlt wurde, ist das Lied Gib mir Sonne der deutschen Band Rosenstolz der Titelsong der Telenovela. Innerhalb der 926 Episoden wurden vier verschiedene Intros produziert. Nur zwei aller Hauptdarsteller waren in allen Vorspannen zu sehen. Neben der Protagonistin Jeanette Biedermann, die in allen vier Intros gezeigt wurde, war auch Franziska Matthus in allen vier dabei. Im ersten und im dritten übernahm Biedermann die Hauptrolle, während sie im zweiten und vierten Vorspann der Serie nur kurz zu Beginn gezeigt wurde. Matthus wurde in jedem Vorspann als Bösewicht dargestellt. Diese Rolle änderte sich bereits am Ende der ersten Staffel.

## Besetzung

### Hauptbesetzung
Sortiert nach der Reihenfolge des Einstiegs.
| Schauspieler         | Rolle                                          | Folgen                | Jahre               | Bemerkungen |
| -------------------- | ---------------------------------------------- | --------------------- | ------------------- | --- |
| Jeanette Biedermann  | Anna Lanford, geb. Polauke, verw. Broda        | 1–384 564–870         | 2008–2010 2010–2012 | Protagonistin der ersten und dritten Staffel Aushilfe in der „Goldelse“; Mitarbeiterin und Geschäftsführerin von „Broda & Broda“; Chefdesignerin bei „Lanford Luxury“; Gründerin von „Zauberhaft“ Tochter von Susanne und Ingo; Stieftochter von Armin; Halbschwester von Katja und Jasmin; Tante von Niko; Cousine von Mia und Jojo; Ehefrau von Tom; Witwe von Jonas; Ex-Verlobte von Jannick und Enrique; Ex-Freundin von Alex und Steve; geht mit Jonas nach Los Angeles; kehrt später nach Berlin zurück; lebt nun mit Tom in Barcelona Gastauftritte: Folge 387 und 418 (2010) |
| Heike Jonca          | Susanne Polauke, gesch. Müller                 | 1–926                 | 2008–2012           | Besitzerin und Köchin der „Goldelse“ Mutter von Anna und Katja; Stiefmutter von Jasmin; Schwester von Brigitte; Großmutter von Niko; Tante von Mia und Jojo; Ehefrau von Ingo; Ex-Frau von Armin |
| Rainer Will          | Armin Müller                                   | 1–336 360–361         | 2008–2009 2010      | Geschäftsführer der „Goldelse“ Vater von Katja; Großvater von Niko; Stiefvater von Anna; Ex-Mann von Susanne; verlässt mit Katja Berlin; wird außerhalb des Seriengeschehens bei einem versuchten Banküberfall verhaftet und sitzt nun im Gefängnis |
| Karolina Lodyga      | Katja von der Recke, geb. Polauke, ehem. Broda | 1–361 647–717 810–827 | 2008–2010 2011      | Aushilfe in der „Goldelse“; Gelegenheitsmodel; Mitarbeiterin bei „Broda & Broda“; Erotikdarstellerin Tochter von Susanne und Armin; Stieftochter von Ingo; Halbschwester von Anna; Stiefschwester von Jasmin; Nichte von Brigitte; Mutter von Niko; Ehefrau von Hubertus; Ex-Frau von Jonas; Ex-Freundin von Lars; verlässt mit Hubertus und Niko Berlin |
| Mathieu Carrière     | Robert Broda †                                 | 1–156                 | 2008–2009           | Gründer und Geschäftsführer von „Broda & Broda“ Vater von Jonas, Alex und Gerrit; Ex-Mann von Natascha; Ex-Freund von Maja; wird während eines Angriffs auf Natascha von Gerrit im Affekt erschlagen Tod in Folge 154 Stimmenauftritt in Folge 160 |
| Lars Löllmann        | Gerrit Broda †                                 | 1–320                 | 2008–2009           | Mitarbeiter und Geschäftsführer von „Broda & Broda“ Sohn von Natascha und Robert; Bruder von Jonas, Halbbruder von Alex; Ex-Affäre von Annett; One-Night-Stand von Katja, stirbt an einer Blutvergiftung, die er aufgrund schwerer Verletzungen bei der Entführung von Anna und Jonas erleidet Tod in Folge 319 |
| Barbara Lanz         | Maja Roth                                      | 1–474                 | 2008–2010           | Mitarbeiterin bei „Broda & Broda“ Mutter von Pia; Ex-Freundin von Robert und David; One-Night-Stand von Lars; verlässt mit Pia Berlin |
| Franziska Matthus    | Natascha Broda                                 | 1–926                 | 2008–2012           | Gründerin und Geschäftsführerin von „Broda & Broda“; PR-Chefin bei „Lanford Luxury“; Geschäftsführerin von „Dice“ Mutter von Jonas und Gerrit; Stiefmutter von Alex; Ex-Frau (Witwe) von Robert; Ex-Verlobte von Richard |
| Roy Peter Link       | Jonas Broda †                                  | 1–384 553–625         | 2008–2010 2010–2011 | Protagonist der ersten Staffel Geschäftsführer von „Broda & Broda“; Mitgründer von „Zauberhaft“ Sohn von Natascha und Robert; Bruder von Gerrit, Halbbruder von Alex; Ehemann von Anna; Ex-Mann von Katja; wird von Steve überfahren und ist danach noch als Geist zu sehen Tod in Folge 572 |
| Maja Maneiro         | Paloma Vegaz, geb. Greco                       | 1–926                 | 2008–2012           | Kellnerin in der „Goldelse“; Mitarbeiterin im „Coffeeshop“; Cateringchefin bei „Broda & Broda“; Empfangsdame bei „Lanford Luxury“; Persönliche Assistentin von Enrique Vegaz; PR-Chefin bei „Lanford Luxury“ Tochter von Maria-Pilar; Nichte von Consuela; Ehefrau von Enrique; Ex-Freundin von Maik, Georg und Lars |
| Mike Adler           | Jannick Juncker                                | 1–180                 | 2008–2009           | Fotograf bei „Broda & Broda“ Vater von Max; Ex-Mann (und jetzt wieder Freund) von Julia; Ex-Verlobter von Anna; verlässt mit Julia und Max Berlin |
| Sebastian König      | Maik Majewski                                  | 1–926                 | 2008–2012           | Runner bei „Broda & Broda“; Mitarbeiter im „Coffeeshop“; Fotomodell bei „Lanford Luxury“ Sohn von Nick; Freund von Olivia; Ex-Freund von Paloma und Sina |
| Karin Kienzer        | Stefanie „Steffi“ Hauschke                     | 1–294 326–926         | 2008–2009 2009–2012 | Empfangsdame bei „Broda & Broda“; Aushilfe in der „Goldelse“; Empfangsdame bei „Lanford Luxury“; Mutter von Lars; Großmutter von Pia; Ex-Freundin von Ingo |
| Alexander Klaws      | Lars Hauschke                                  | 2–427                 | 2008–2010           | Besitzer vom „Coffeeshop“; Computerfachmann bei „Broda & Broda“ Sohn von Steffi; Vater von Pia; Ex-Mann von Lily; Ex-Freund von Katja, Paloma und Mia; One-Night-Stand von Maja; verlässt mit Dörte Berlin |
| Jil Funke            | Lily Rüssmann                                  | 14–737                | 2008–2011           | Mitarbeiterin im „Coffeeshop“; Geschäftsführerin der „Ego-Bar“; Tänzerin Ex-Frau von Lars; Freundin von Jojo; Ex-Freundin von Jasmin; geht nach Paris, um dort eine Karriere als Tänzerin zu starten Gastauftritt: Folge 772 (2011) in Paris Gab sich in den Folgen 14–58 als Nancy Lanford aus und verkörperte in Folge 434 die Rolle der Katharina Rölle. |
| Wolfgang Wagner      | Ingo Polauke alias Ulrich Hartmann             | 42–116 270–926        | 2008–2009 2009–2012 | Besitzer und Koch der „Goldelse“ Vater von Anna und Jasmin; Stiefvater von Katja; Onkel von Mia und Jojo; Ehemann von Susanne; Ex-Freund von Steffi |
| Tanja Wenzel         | Annett Darcy                                   | 100–124 260–563       | 2009 2009–2010      | Mitarbeiterin und Geschäftsführerin bei „Broda & Broda“ Tochter von Richard; Adoptivschwester von David; Ex-Verlobte von Alex und David; Ex-Affäre von Gerrit; erleidet durch eine Explosion, bei der sie Alex und Mia umbringen wollte, schwere Verbrennungen, wird nach einem weiteren Mordversuch an den beiden verhaftet und schließlich in die Psychiatrie eingewiesen |
| Peter Günther        | Georg Sander                                   | 182–275               | 2009                | Kellner der „Goldelse“ Ex-Freund von Paloma; verlässt wieder Berlin |
| Paul T. Grasshoff    | Alexander „Alex“ Zeiss                         | 192–565               | 2009–2010           | Protagonist der zweiten Staffel Geschäftsführer von „Broda & Broda“; Fotojournalist und Profi-Fechter Sohn von Beate und Robert; Stiefsohn von Natascha; Halbbruder von Gerrit und Jonas; Ehemann von Mia; Ex-Verlobter von Annett; Ex-Freund von Anna; verlässt mit Mia Berlin in Richtung Ostsee |
| Robert Jarczyk       | Richard Darcy †                                | 261–278 315–513       | 2009 2009–2010      | Gründer von „Darcy und Doyle“; Geschäftsführer von „Broda & Broda“ Vater von Annett; Adoptivvater von David; Ex-Verlobter von Natascha; stirbt an einer Hirnblutung infolge einer Verletzung am Kopf die er durch David erlitten hatte Gastauftritt: Folge 528 in Annetts Gedanken |
| Bernhard Bozian      | Jonathan „Jojo“ Maschke                        | 273–926               | 2009–2012           | Mitarbeiter in der „Ego-Bar“ und im „Coffeeshop“; Koch der „Goldelse“; Bruder von Mia; Neffe von Susanne und Ingo; Cousin von Anna und Jasmin; Freund von Lily, Ex-Freund von Jasmin und Nina; One-Night-Stand von Minni; folgt Lily nach Paris |
| Josephine Schmidt    | Mia Zeiss,geb. Maschke                         | 293–565               | 2009–2010           | Protagonistin der zweiten Staffel Putzkraft, Mitarbeiterin und Geschäftsführerin von „Broda & Broda“ Nichte von Susanne und Ingo; Schwester von Jojo; Cousine von Anna und Jasmin; Ehefrau von Alex; Ex-Verlobte von Enrique; Ex-Freundin von Lars; verlässt mit Alex Berlin in Richtung Ostsee |
| Lee Rychter          | David Darcy †, adopt., geb. Seidel             | 303–743               | 2009–2011           | Anwalt von „Broda & Broda“ und „Lanford Luxury“ leiblicher Sohn von Frederik; Adoptivsohn von Richard; Adoptivbruder und Ex-Verlobter von Annett; Ex-Freund von Maxi und Maja; Ex-Affäre von Carla; wird von Carla durch eine Autobombe getötet Tod in Folge 742 |
| Fiona Erdmann        | Jessica Kramer                                 | 348–632               | 2010–2011           | Empfangsdame bei „Broda & Broda“; Kellnerin in der „Ego Bar“ Freundin von Barni; Ex-Freundin von Julian; verlässt mit Barni Berlin in Richtung London |
| Joana Schümer        | Brigitte Galifianakis                          | 397–495               | 2010                | Kellnerin der „Goldelse“ Schwester von Susanne; Tante von Anna und Katja; verlässt Berlin wieder |
| Bo Hansen            | Julian Freund                                  | 413–564               | 2010                | Trainee bei „Broda & Broda“ Sohn von Theodor; Ex-Freund von Jessica; haut, nachdem ihn Jessica gesteht, dass sie ihn heiraten will, nach Los Angeles ab |
| Jacob Weigert        | Enrique Vegaz alias Toni Behrmann              | 433–564 629–926       | 2010 2011–2012      | Geschäftsführer von „Broda & Broda“; Gründer von „Spike“; Marketingchef bei „Lanford Luxury“; Mitarbeiter bei der „Dice“ Ehemann von Paloma; Ex-Verlobter von Mia und Anna |
| Patrick Kalupa       | Tom Lanford                                    | 556–870               | 2010–2012           | Protagonist der dritten Staffel Geschäftsführer von „Lanford Luxury“ Sohn von Bruno; Bruder von Paule; Halbbruder von Luca; Schwager von Nina; Neffe von Richard Lanford; Cousin von Nancy Lanford; Ehemann von Anna; Witwer von Fanni; Ex-Verlobter von Carla; lebt nun mit Anna in Barcelona |
| Peter Windhofer      | Steve Welder †                                 | 561–645 688–702       | 2010–2011           | Mitgründer von „Zauberhaft“ Ex-Freund von Anna; wird von Carla eine Treppe hinunter gestoßen und stirbt Tod in Folge 697 |
| Sarah Mühlhause      | Carla Rhonstedt alias Carla Lindenberg         | 564–926               | 2010–2012           | Modedesignerin bei „Lanford Luxury“; Geschäftsführerin von „Lanford Luxury“ Tochter von Dunja; Stieftochter von Bernd; Halbschwester von Andreas und Nina; Schwägerin von Luca; Ex-Verlobte von Tom; Ex-Affäre von David, Luca und Kai; ermordete Andreas, Steve und David; wird nach einem Mordversuch an Nina und Luca verhaftet und sitzt nun im Gefängnis |
| Chris Gebert         | Jürgen „Virgin“ Hilgendiek                     | 566–926               | 2010–2012           | Persönlicher Assistent von Bruno Lanford Sohn von Dieter |
| Klaus-Dieter Klebsch | Bruno Lanford                                  | 576–926               | 2010–2012           | Modedesigner; Gründer und Teilinhaber von „Lanford Luxury“ Vater von Tom, Paule und Luca; Bruder von Richard Lanford; Onkel von Nancy Lanford |
| Wanda Worch          | Isabella „Paule“ Lanford                       | 588–926               | 2010–2012           | Mitarbeiterin bei „Lanford Luxury“ Tochter von Bruno; Schwester von Tom; Halbschwester von Luca; Nichte von Richard Lanford; Cousine von Nancy Lanford; ehemaliges Medium von Jonas |
| Lilli Hollunder      | Jasmin Al Sharif                               | 597–926               | 2010–2012           | Schneiderin bei „Lanford Luxury“ Tochter von Ingo; Stieftochter von Susanne; Halbschwester von Anna; Stiefschwester von Katja; Cousine von Mia und Jojo; Ex-Freundin von Lily, Jojo und Kai |
| Larissa Marolt       | Maxi König                                     | 630–757               | 2011                | Kellnerin in der „Ego-Bar“ Ex-Freundin von David; geht zurück nach London |
| Iris Shala           | Michelle „Minni“ Herrmann                      | 744–926               | 2011–2012           | Praktikantin und Empfangsdame bei „Lanford Luxury“; Persönliche Assistentin von Kai Kosmar One-Night-Stand von Jojo |
| Maria Wedig          | Nina Benzoni, geb. Hinze                       | 769–926               | 2011–2012           | Protagonistin der vierten Staffel Kellnerin in der „Goldelse“; Mitarbeiterin bei „Lanford Luxury“; Mitarbeiterin bei „Dice“ Halbschwester von Carla; Ehefrau von Luca; Ex-Freundin von Jojo |
| Frederic Böhle       | Kai Kosmar                                     | 772–926               | 2011–2012           | Anwalt von „Lanford Luxury“; Teilgeschäftsführer von „Lanford Luxury“ Bruder von Olivia; Ex-Freund von Jasmin |
| Manuel Cortez        | Luca Benzoni                                   | 779–926               | 2011–2012           | Protagonist der vierten Staffel Teilgeschäftsführer von „Lanford Luxury“ Sohn von Bruno; Halbbruder von Tom und Paule; Neffe von Richard Lanford; Cousin von Nancy Lanford; Ehemann von Nina; Ex-Verlobter von Olivia; Ex-Affäre von Carla |
| Kasia Borek          | Olivia „Liv“ Kosmar                            | 805–926               | 2011–2012           | Fotografin bei „Lanford Luxury“; Fotografin bei „Dice“ Schwester von Kai; Freundin von Maik; Ex-Verlobte von Luca |
| Frank Ziegler        | Chris Doppler                                  | 846–926               | 2011–2012           | Praktikant bei „Lanford Luxury“; Persönlicher Assistent von Paloma Greco Ex-Affäre von Paloma |
| Björn Bugri          | Nick Majewski                                  | 859–926               | 2012                | Barkeeper in der „Ego Bar“ Vater von Maik |

### Nebenbesetzung
Sortiert nach der Reihenfolge des Einstiegs.
| Schauspieler           | Rolle                               | Folgen                  | Jahre     | Bemerkungen |
| ---------------------- | ----------------------------------- | ----------------------- | --------- | --- |
| [[ ]]                  | Betty                               | 2–592                   | 2008–2010 | Dienstmädchen der Familie Broda, später von Natascha Gastauftritte: Folge 670–672, 713 und 733 (2011) |
| Anni Wendler           | Elke                                | 7–185                   | 2008–2009 | Mitarbeiterin bei Broda & Broda |
| Ulrich Drewes          | Jaecki Schulz                       | 35–80 272               | 2008 2009 | ehemaliger bester Freund von Armin |
| Nora Hütz              | Nancy Lanford                       | 52–60 136–155           | 2008 2009 | Tochter von Richard Lanford; Nichte von Bruno Lanford; Cousine von Tom, Paule und Luca; gute Freundin von Lily                                                                                                  |
| Dale Rapley            | Richard Lanford                     | 58–60                   | 2008      | Vater von Nancy Lanford; Bruder von Bruno Lanford; Onkel von Tom, Paule und Luca |
| Jannik Büddig          | Enriquo „Rico“ Schulze              | 67–88                   | 2008      | ehemaliger Kindheitsfreund von Lily |
| Lucia Stefanel         | Consuela Greco                      | 99–114                  | 2009      | Wahrsagerin Tante von Paloma |
| Stefan Baumecker       | Edward „Eddy“ Wood                  | 104–113                 | 2009      | Filmproduzent |
| Silva Gonzalez         | Manuel Diaz                         | 108–120                 | 2009      | Tänzer |
| Hubertus „Hugo“ Grimm  | Dr. Philipp Hahn                    | 167–190                 | 2009      | Arzt |
| Chantal Dorn           | Leonore König                       | 168–181                 | 2009      | Restaurantkritikerin |
| Janina Flieger         | Julia Mann                          | 171–180                 | 2009      | Ex-Frau von Jannick; Mutter von Max (Miles Lawson) |
| Karolin Peiter         | Sina Ihmer                          | 195–245                 | 2009      | Mitarbeiterin bei Broda & Broda |
| Maike von Bremen       | Vanessa Marks                       | 202–219                 | 2009      | Unternehmensberaterin |
| Rodja Martin Tröscher  | Gabriel Holländer                   | 225–236                 | 2009      | Marketingchef |
| Mathias Walch          | Dimitri Blochtin                    | 241–250                 | 2009      | Profi-Fechter ehemaliger bester Freund von Alex |
| Detlef Bierstedt       | Kimmo Kankunnen                     | 344–365                 | 2010      | Finnischer Produzent |
| Us Conradi             | Erna Wollschläger                   | 353, 381 484–492        | 2010      | Rentnerin, Zeugin gegen Jojo |
| Susanne Schwab         | Beate Zeiss †                       | 368–375                 | 2010      | Mutter von Alex; ehemalige Affäre von Robert; starb an einem Hirntumor |
| Milton Welsh           | Marcel Runge †                      | 395–405                 | 2010      | Vergewaltiger von Annett; wurde von David umgebracht |
|                        | André König                         | 397–547                 | 2010      | Kellner in der Goldelse |
| Laila Nielsen          | Dörte Hellwig                       | 419–427                 | 2010      | geht mit Lars weg |
| Andreas Köss           | Jan Maria Krone                     | 432–440                 | 2010      | Heiratsschwindler ehemalige Affäre von Steffi |
| Ingo Brosch            | Theodor Freund                      | 467–473 519–533         | 2010      | Vater von Julian |
| Anna Juliana Kletzmayr | Barbara „Barbi“ Milton              | 476–488                 | 2010      | Scheinverlobte von Maik |
| Till Butterbach        | Heinrich Georg Menz †               | 574–611                 | 2010–2011 | Geist; begleitet Jonas nach dessen Tod |
| Karim Cherif           | Barni Lüttich                       | 630–632 758–761         | 2011      | Konzertveranstalter |
| Philipp Langenegger    | Hubertus von der Recke              | 660–662 695–717 823–827 | 2011      | Ehemann von Katja; Vater von Niko |
| Theodor Hauer          | Nikolas „Niko“ von der Recke        | 683–717 823–827         | 2011      | Sohn von Katja und Hubertus; Neffe von Anna; Enkel von Susanne und Armin; Sohn von Ingos Stieftochter |
| Lars Joermann          | Quirin Reuther                      | 706–720                 | 2011      | Choreograph |
| Lars Redlich           | Pierre Lassalle                     | 706–715                 | 2011      | Tänzer |
| Alexander Hauff        | Volker Strecker †                   | 722–739                 | 2011      | Entführer von Paule und Tom wurde von David erschossen |
| Armin Dillenberger     | Dieter Hilgendiek                   | 744–752 784             | 2011      | Vater von Virgin |
| Eveline Suter          | Sandra Müller † alias Fanni Lanford | 752–800                 | 2011      | Ehefrau von Frank; angebliche Ex-Frau von Tom; starb mit ihrem Mann zusammen auf der Flucht bei einem Schusswechsel mit der Polizei Gastauftritte: Folge 750 in Toms Gedanken und 804 (2011) in Carlas Gedanken |
| Urs Fabian Winiger     | Frank Müller †                      | 762–800                 | 2011      | Ehemann von Sandra; starb zusammen mit ihr bei dem Schusswechsel mit der Polizei Gastauftritt: Folge 804 (2011) in Carlas Gedanken                                                                              |
| Joachim Nimtz          | Bernd Lindenberg                    | 830–926                 | 2011–2012 | Teilinhaber von „Lanford Luxury“ Vater von Andreas; Stiefvater von Carla; Pflegevater von Luca; Ehemann von Dunja                                                                                               |
| Patrizia Moresco       | Dunja Lindenberg                    | 880–885                 | 2012      | Ehefrau von Bernd; Mutter von Carla und Andreas |
| Cecilia Pillado        | Maria-Pilar Villalobos              | 925–926                 | 2012      | Mutter von Paloma |

### Gaststars
Sortiert nach der Reihenfolge des Einstiegs.
| Schauspieler       | Rolle                       | Folge(n)             | Jahr | Bemerkungen                                            |
| ------------------ | --------------------------- | -------------------- | ---- | ------------------------------------------------------ |
| Wanda Badwal       | Jana Stiegler               | 15–18                | 2008 | Model bei „Broda und Broda“ 12. bis 17. September 2008 |
| Oliver Pocher      | als er selbst               | 349                  | 2010 | 12. Januar 2010                                        |
| Alexander Hold     | Richter Alexander Hold      | 378–380              | 2010 | 22. bis 25. Februar 2010                               |
| Katy Karrenbauer   | Isabel Schmidt-Meier        | 391–407              | 2010 | 11. März bis 6. April 2010                             |
| Désirée Nick       | Petra Masten                | 412–413              | 2010 | 13. und 14. April 2010                                 |
| Luxuslärm          | als die Band selbst         | 500                  | 2010 | 17. August 2010                                        |
| Alexandra Rietz    | als sie selbst              | 500–501              | 2010 | 17. und 18. August 2010                                |
| Jan Hahn           | Jens Thieme                 | 514–515              | 2010 | 6. und 7. September 2010                               |
| Hannes Schwarz     | Feuerkünstler               | 614                  | 2011 | 20. Januar 2011                                        |
| Medina             | als sie selbst              | 648                  | 2011 | 7. März 2011                                           |
| Udo Walz           | als er selbst               | 657                  | 2011 | 18. März 2011                                          |
| Ruth Moschner      | Miranda Clarens             | 697–699              | 2011 | 17. bis 19. Mai 2011                                   |
| The Black Pony     | als die Band selbst         | 751–752 758, 760–761 | 2011 | 5., 8., 16., 18. und 19. August 2011                   |
| Karl Lagerfeld     | als er selbst               | 771                  | 2011 | 2. September 2011                                      |
| Volker Michalowski | Standesbeamter              | 789, 797–799         | 2011 | 28. September und 11. bis 13. Oktober 2011             |
| Marit Larsen       | als sie selbst              | 853                  | 2011 | 30. Dezember 2011                                      |
| Mirja du Mont      | Monika Hubstedt             | 867–868              | 2012 | 20. und 23. Januar 2012                                |
| Jana Reinermann    | Jana Bergmann               | 885–888              | 2012 | 16. bis 21. Februar 2012                               |
| Jessica Boehrs     | Vivian Wellbach             | 889–891              | 2012 | 22. bis 24. Februar 2012                               |
| Jorge Gonzalez     | Jorge (Spanischer Designer) | 905–906              | 2012 | 15. und 16. März 2012                                  |

## Produktion
Als verantwortliche Produktionsfirma fungierte die Producers at Work GmbH, ein Tochterunternehmen der ProSiebenSat.1 Media AG. Die Telenovela war eine Koproduktion mit dem ORF. Sat.1 strebte mittelfristig mindestens 11 % Einschaltquote in der werberelevanten Zuschauergruppe von 14 bis 49 Jahren an.
Der ursprüngliche Serientitel „In Liebe Lena“ wurde später verworfen, da die Sendung bei den für das Genre typisch abkürzungsfreudigen Telenovelazuschauern „ILL“ (englisch: „krank“) genannt werden würde.
Für die Hauptfiguren wurden einfache, zweisilbige Namen ohne harte Konsonanten gewählt, die der Zuschauer leicht aussprechen und sich merken kann.
Ursprünglich war die Serie als abgeschlossene Telenovela mit 252 Folgen konzipiert. Am 14. Mai 2009 wurde die Serie offiziell verlängert. Jeanette Biedermann spielte bis Januar 2010 die Hauptrolle, ihre Nachfolgerin war Josephine Schmidt. Im Herbst 2010 übernahmen die Protagonisten der ersten Staffel, Jeanette Biedermann und Roy Peter Link, ihre Rollen erneut. Am 24. Juni 2011 wurde von Sat.1 bekannt gegeben, die Serie um ein weiteres Jahr zu verlängern. Protagonisten der vierten Staffel waren Maria Wedig und Manuel Cortez. Vom 7. bis zum 11. November 2011 wurden drei Folgen auf dem Kreuzfahrtschiff MSC Splendida gedreht.
Aufgrund der immer weiter sinkenden Einschaltquoten gab Sat.1 am 23. Januar 2012 das Ende der Telenovela bekannt. Der 2. März 2012 war der letzte Drehtag.

## Ausstrahlung
- Zu Beginn strahlten ORF eins und Sat.1 die Telenovela gleichzeitig am Vorabend aus, der ORF werbefrei. Der Sendeplatz um 19:00 Uhr wurde jedoch am 10. Oktober 2008 aufgrund der anfänglich schwachen Quoten um eine halbe Stunde zurückversetzt.[10] ORF eins sendete die Folgen dann um 18:25 Uhr.
- Jede Folge lässt sich kostenpflichtig im iTunes Store herunterladen. Dort konnte man bis 2010 zur Telenovela auch ein Podcast empfangen.[11]
- Im Video-on-Demand-Portal Maxdome findet sich ein Archiv aller bisher gesendeten Folgen. Dort waren auch die Folgen der jeweils folgenden 5 Tage verfügbar.
- Seit dem 2. Januar 2011 sendete der Frauensender sixx, immer sonntags, die Wochenwiederholung,[12] und wiederholt werktäglich die aktuelle Folge.
- Im Oktober 2011 sendete Sat.1 zwei Wochen lang werktäglich die Wiederholung der letzten Folge um 5:05 Uhr.
- Im Januar 2012 wurden drei Episoden, die erstmals nicht im Studio gedreht wurden, ausgestrahlt. Sie spielten auf dem Kreuzfahrtschiff MSC Splendida.[13]
- Im Januar 2012 wurde die Absetzung der Serie bekanntgegeben. Zwischen 30. Januar und 13. April 2012 wurden die restlichen Folgen der Telenovela auf dem Frauensender sixx ausgestrahlt. Die Ausstrahlung bei ORF eins blieb unverändert.

## Quoten
Die Serie erreichte in der Zielgruppe der 14- bis 49-Jährigen zeitweise einen Marktanteil zwischen 12 % und 14 % und lag damit häufig über dem Senderschnitt von Sat.1. Den höchsten Wert mit 17,5 % Marktanteil in der Zielgruppe, was 2,71 Mio. Zuschauern entsprach, erzielte die Sendung im November 2009.
Im November 2011 kam Anna und die Liebe auf einen im Sendervergleich nur noch unterdurchschnittlichen Marktanteil von 6,9 %. Die Einschaltquoten der vierten Staffel konnten das vorige Niveau insgesamt nicht halten und führten schließlich zur Ankündigung der Einstellung der Sendung Anfang 2012. Nach dem Wechsel des ausstrahlenden Senders zu sixx wurde im März 2012 eine Reichweite von 0,62 Mio. Zuschauern gemessen, was für sixx einem Marktanteil von 4,2 % entsprach.
Die letzten zwei Folgen verfolgten im Schnitt 0,29 (Folge 925) und 0,43 (Folge 926) Millionen Zuschauer der 14- bis 49-Jährigen. Dies entsprach 2,2 und 3,0 Prozent Marktanteil. Für sixx war die Ausstrahlung der letzten 53 Episoden ein Erfolg.

## Hintergrund

### „AudL“ in Zahlen
Insgesamt wurden 926 Folgen von Anna und die Liebe produziert. Am 13. April 2012 wurde die letzte Folge ausgestrahlt. Insgesamt konnten 44 Hauptdarsteller, 35 Nebendarsteller, 2 Tiere und 68 Episodendarsteller gezählt werden. Es gab 11 Hochzeiten.  6 Haupt- und 2 Nebenfiguren sowie fünf Komparsenrollen  starben in der Telenovela den Serientod. Von ihnen wurden 9 ermordet. 2  Kinder wurden im Laufe der Serie geboren. 20 Prominente hatten Gastauftritte. Jubiläumsfolgen gab es an folgenden Tagen: 16. Januar 2009 (Folge 100), 20. August 2009 (Folge 250), 17. August 2010 (Folge 500) und am 4. August 2011 (Folge 750).
In 926 Folgen wurden 2400 Lippenstifte benutzt und 192 kg Make-up verwendet. Es gab insgesamt 1123 Drehtage und über 600 Komparsenrollen.

### Werbekampagne
Bei Anna und die Liebe wurde auf eine umfangreiche Werbekampagne gesetzt.
Sat.1 stellte insgesamt mehrere Sendestunden für Anna und die Liebe-Werbung zur Verfügung, um in Formaten, Reportagen und Dokumentationen des Senders die Produktion zu bewerben. Am 24. August 2008, einen Tag vor Sendestart, wurde Anna und die Liebe – Das Making Of im Vorabendprogramm ab 18:40 Uhr in Sat.1 ausgestrahlt. Am Morgen des Starts war Jeanette Biedermann Gast im Sat.1-Frühstücksfernsehen, um für die Sendung zu werben. Anschließend folgte ab 10:30 Uhr Anna und die Liebe – Spezial. Weiterhin wurde insbesondere in Sat.1, auf ProSieben und bei N24 intensiv in hauseigenen Nachrichten- und Boulevardsendungen geworben, ganztags Werbetrailer zwischen Sendungen geschaltet und Werbung über Radiosender und Plakatwerbung betrieben.
Zudem gab es einige weitere Gastauftritte, z. B. am 26. August 2008 in der Sendung Akte – Reporter kämpfen für Sie, wo versucht wurde, zur Telenovela passende Themen zu generieren. Direkt im Anschluss an Akte – Reporter decken auf folgte die Reportage 24 Stunden: „Anna und die Liebe – Das Making of“. Im Programm des Sat.1 Frühstücksfernsehens hat die Telenovela einen festen Platz erhalten, bei dem über jede Folge und Hintergründe gesprochen und für die kommende Folge am Vorabend geworben wurde. Dafür wurde ein zur Telenovela passender Hintergrund gestaltet.
Zusätzlich zum Onlineauftritt der Sendung startete das Anna und die Liebe–Produktionsteam eine Onlinecommunity für „schüchterne Personen“, in denen die Telenovela beworben wird. Im September 2008 startete sat1.de zusätzlich das von Producers at Work produzierte Anna & die Liebe – Webmagazin, welches von Sebastian König präsentiert wurde. Anfang 2009 ging das Webmagazin jeden Donnerstag mit einer neuen Folge online, dies wurde jedoch nach kurzer Zeit eingestellt. Vom 30. März 2011 bis zum 27. Januar 2012 wurden insgesamt 39 sogenannte „Outtakes of the Week“ veröffentlicht.
Es wurden insgesamt neunzehn DVD-Boxen veröffentlicht (bis einschließlich Folge 565). Nach der 19. Ausgabe wurde die Produktion dieser DVDs eingestellt.
Am 27. August 2009 wurde das Nintendo DS Spiel zur Telenovela veröffentlicht.

### Produktplatzierung
Für die Platzierung der Marke McCafé in der Serie Anna und die Liebe erhielten 2011 die für die Produktplatzierung verantwortlichen Agenturen SevenOne AdFactory, die Werbeagentur TBWA und die Mediaagentur OMD den ersten Product Placement Award, der auf einem Kongress von Experten für Produktplatzierung vergeben wurde.

## Auszeichnungen

### Serie
- 2009: „Wild and Young Award“ in Gold, in der Kategorie „Beste Soap“
- 2012: „Wild and Young Award“ in Bronze, in der Kategorie „Beste Soap“
- Nominierung als Beste tägliche Serie beim Publikumspreis des Deutschen Fernsehpreises 2010

### Schauspieler im Rahmen von „AudL“
German Soap Award 2011
Preisträger:
- Beste Darstellerin Telenovela – Jeanette Biedermann
- Bester Darsteller Telenovela – Patrick Kalupa
- Bösester Fiesling – Lee Rychter
- Bester Newcomer – Sebastian König
- Sexiest Man – Jacob Weigert

Nominierungen:
- Bestes Liebespaar – Jacob Weigert und Josephine Schmidt
- Sexiest Woman – Maja Maneiro

CMA - Wild and Young Award
2009:
- Beste Darstellerin - Soap in Gold  - Josephine Schmidt
- Bester Darsteller  - Soap in Gold - Sebastian König

2012:
- Beste Durchstarterin in Silber - Kasia Borek

## Kritiken
- Sat.1-Telenovela „Anna und die Liebe“ - Kritisches Denken ist der Zielgruppe eher fremd, Onlineartikel der Frankfurter Allgemeinen
- Anna und die Liebe bei Sat 1 - Pinkfarbener TV-Roman, Artikel der Süddeutschen Zeitung
- Anna und die Liebe: Handwerklich schlecht und doch… von dwdl.de
- Anna und die Liebe: Anna und der Weg aus der Kinderstube von quotenmeter.de